# Combinata nordica al VI Festival olimpico invernale della gioventù europea
Le gare di combinata nordica al VI Festival olimpico invernale della gioventù europea si sono svolte dal 25 al 31 gennaio 2003 a Bled, in Slovenia.
Sono state disputate due gare maschili, mentre le gare femminili non erano previste nel programma.

## Podi

### Ragazzi
| Evento           | Oro                 | Argento      | Bronzo       |
| Gara individuale | Jason Lamy Chappuis | Mitja Oranic | Primoz Zupan |
| Gara a squadre   | Slovenia            | Francia      | Norvegia     |